# Aphthona perrisi
Aphthona perrisi es un insecto coleóptero de la familia Chrysomelidae. Fue descrita científicamente por primera vez en 1869 por Allard.